# IROC I

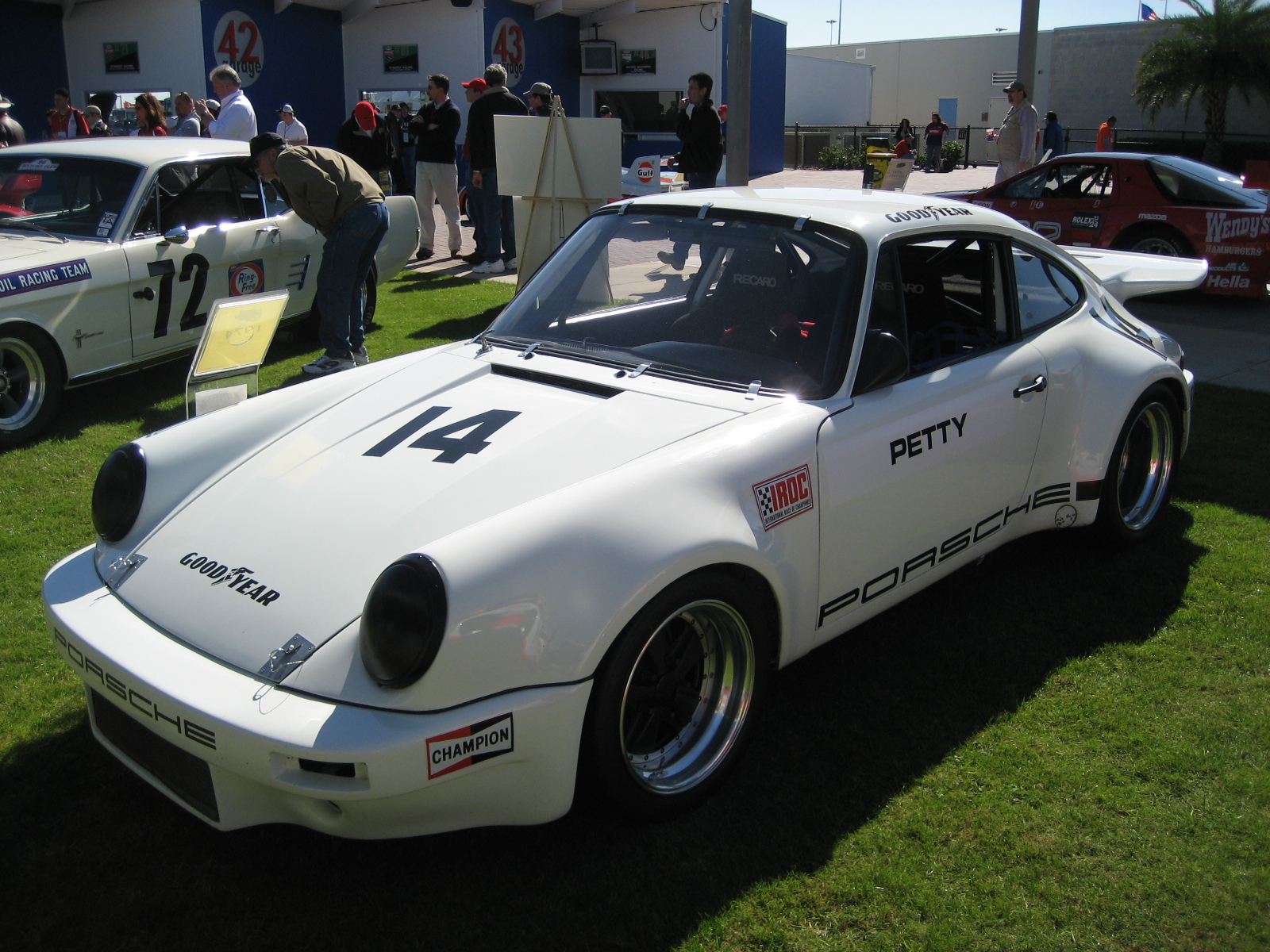
La Porsche Carrera RSR utilisée par Richard Petty lors de l'IROC I.

La première édition de l'International Race of Champions, disputée en 1973 et 1974, a été remportée par l'Américain Mark Donohue. Tous les pilotes  conduisaient des Porsche Carrera RSR.

## Courses de l'IROC I
| Date            | Lieu      | Vainqueur      | Nationalité | Championnat d'origine |
| 27 octobre 1973 | Riverside | Mark Donohue   | États-Unis  | Can-Am (SCCA)         |
| 27 octobre 1973 | Riverside | George Follmer | États-Unis  | Can-Am (SCCA)         |
| 28 octobre 1973 | Riverside | Mark Donohue   | États-Unis  | Can-Am (SCCA)         |
| 14 février 1974 | Daytona   | Mark Donohue   | États-Unis  | Can-Am (SCCA)         |

Note: La manche de Daytona s'est disputée sur le circuit routier.

## Classement des pilotes
| Classement | Pilote             | Pays             | Championnat          | Gains (en $) |
| ---------- | ------------------ | ---------------- | -------------------- | ------------ |
| 1er        | Mark Donohue       | États-Unis       | Can-Am (SCCA)        | 54 000       |
| 2e         | Peter Revson       | États-Unis       | Can-Am (SCCA)        | 21 200       |
| 3e         | Bobby Unser        | États-Unis       | IndyCar (USAC)       | 19 100       |
| 4e         | David Pearson      | États-Unis       | Winston Cup (NASCAR) | 14 600       |
| 5e         | George Follmer     | États-Unis       | Can-Am (SCCA)        | 14 000       |
| 6e         | A.J. Foyt          | États-Unis       | IndyCar (USAC)       | 9 900        |
| 7e         | Emerson Fittipaldi | Brésil           | Formule 1 (FIA)      | 8 300        |
| 8e         | Denny Hulme        | Nouvelle-Zélande | Formule 1 (FIA)      | 6 000        |
| 9e         | Bobby Allison      | États-Unis       | Winston Cup (NASCAR) | 5 400        |
| 10e        | Richard Petty      | États-Unis       | Winston Cup (NASCAR) | 6 000        |
| 11e        | Gordon Johncock    | États-Unis       | IndyCar (USAC)       | 5 100        |
| 11e        | Roger McCluskey    | États-Unis       | IndyCar (USAC)       | 5 000        |